# Sprengstoffanschlag an der Bremer Brücke am 10. September 2011
Der Sprengstoffanschlag an der Bremer Brücke (Osnatel-Arena) am 10. September 2011 überschattete das Drittliga-Fußballspiel zwischen dem VfL Osnabrück und dem SC Preußen Münster. Die Detonation eines pyrotechnischen Satzes in einem ehemaligen Spielertunnel verletzte 33 Personen – unter ihnen 17 Polizisten, zwei Sanitäter, ein Notarzt und fünf Kinder. Der Preußen-Münster-Anhänger Juri C. hatte diesen im nahezu vollbesetzten Stadion in Osnabrück aus dem Gästeblock in Richtung der Osnabrücker Fans geworfen. Er wurde später in einem Adhäsionsverfahren durch das Landgericht Osnabrück wegen des vorsätzlichen Herbeiführens einer Sprengstoffexplosion in Tateinheit mit gefährlicher Körperverletzung zu einer Haftstrafe von fünf Jahren und zur Zahlung von Schmerzensgeld in Höhe von insgesamt 47.000 € an die zehn Nebenkläger verurteilt.

## Hintergrund
Zwischen dem VfL Osnabrück und dem SC Preußen Münster besteht seit langer Zeit eine große Rivalität. Beide Städte trennen nur knapp 50 Kilometer, sodass Derbys zwischen beiden Mannschaften immer von besonderer Brisanz sind. Nach fünfeinhalb Jahren ohne Aufeinandertreffen fand am 10. September 2011 in der 3. Fußball-Liga wieder eine Begegnung zwischen den beiden Mannschaften statt, welche aufgrund der Vorzeichen von den Sicherheitskräften als Risikospiel eingestuft wurde. Hinzu kam ein Gerücht, welches besagte, dass Ultras des VfL Osnabrück im Besitz eines Banners der Münsteraner Ultragruppierung Curva Monasteria seien, welches die Gruppe auf einer Zugfahrt zum Auswärtsspiel in Kaiserslautern verloren hatte und von Ultras des 1. FSV Mainz 05 gefunden und an die befreundeten Ultras des VfL Osnabrück weitergegeben wurde. Demnach sollte sich die Münsteraner Gruppierung unter anderem aus diesem Grund offiziell aufgelöst haben, aber weiterhin aktiv sein. Dem Gerücht zufolge sollten die VfL-Ultras den Banner als Provokation und Demütigung der Münsteraner während des Spieles präsentierten. Unter anderem hierauf bezieht sich das Urteil des Landgericht Osnabrück vom 23. März 2012.
Bei dem Heimspiel der Preußen gegen den 1. FC Kaiserslautern der Saison 2018/19 am 1. Februar 2019 wurde im Gästeblock ein dem verlorenen Banner sehr ähnliches präsentiert. Dieses sorgte im Heimbereich für starke Emotionen, welches sich in einem Platzsturm einzelner Personen äußerte und eine Spielunterbrechung zur Folge hatte. Nach der Präsentation des Banners wurde dieses möglicherweise verbrannt.

## Tathergang
Bereits vor dem Derby gab es bei den Münsteraner Ultrafans die Überlegung, es den Osnabrücker Ultras in Erwartung der Präsentation des Banners heimzuzahlen und vor dem Anpfiff des Spieles einen Böller zur Explosion zu bringen. Belegt wird dies durch SMS-Nachrichten zwischen Ultra-Mitgliedern und dem späteren Täter, in denen es unter anderem heißt: „Bitte. osna. töten. […]“, worauf dieser antwortet: „Alles klar […] alle toten, alle toten, alle toten…“ und er später die Nachrichten erhält „morgen alle osnabrück 3 Meter unter!“ bzw. „Guerra“ (übersetzt: Krieg). In Fankreisen sei die Rede davon gewesen, dass „ein großes Ding hochgehen soll“.
Gleichzeitig besorgten Münsteraner Ultra-Mitglieder aus Polen einen Böller des Typs „Delova Rana 75 mm“, ein Gemisch aus Kaliumperchlorat und Aluminiumpulver. Dieser wird in Osnabrück an den Sicherheitskräften vorbei in die Bremer Brücke geschmuggelt und an den späteren Täter übergeben. Beim Einlauf der Mannschaften gegen 14 Uhr zündet der Täter den Sprengsatz und wirft ihn daraufhin aus dem Münsteraner Stehplatzblock in Richtung der Osnabrücker Fans. Gleichzeitig werden von anderen Ultrafans zur Vertuschung eine Rauchbombe gezündet und T-Shirts hochgehalten, um den Täter zu verdecken. Der Sprengkörper landet jedoch auf dem Rolldach des ehemaligen Spielertunnels, welcher beide Fangruppen voneinander trennt, und rollt herunter zum Ausgang des Tunnels. In dem Tunnel befinden sich zu diesem Zeitpunkt zahlreiche Menschen, vorrangig Einsatzkräfte der Polizei.
Ein unmittelbar neben dem Sprengkörper stehender Polizist versucht noch, diesen unter einen im Durchgang aufgestellten Werbeträger zu stoßen, kann aber nicht verhindern, dass er im ehemaligen Spielertunnel explodiert und 33 Personen verletzt. Die Verletzten trugen vorwiegend Explosionstraumata – größtenteils mit Tinnitus – oder durch die herumfliegenden Partikel verursachte offene Fleischwunden davon.
Das Spiel wurde unberührt von diesem Ereignis angepfiffen (1:0-Sieg für den VfL Osnabrück). Im Spielverlauf wurde auf der Osnabrücker Tribüne ein Banner mit der Aufschrift „Curva DB“ hochgehalten. Dies war eine Anspielung auf die in einem Zug der Deutschen Bahn verlorene Flagge der Curva Monasteria.

## Juristische Folgen
Zur Ermittlung des Täters wurden zahlreiche Aufnahmen aus der Kameraüberwachung im Stadion ausgewertet. So konnte durch die Bildaufnahmen sowie anonyme Hinweise der Täter über das soziale Netzwerk Facebook ermittelt und bereits sechs Tage nach der Tat der 24-jährige aus Italien stammende Juri C. in Münster festgenommen werden. Auch er wird der Münsteraner Ultraszene zugeordnet. Schnell gestand er, dass er den Sprengsatz gezündet und geworfen habe, um das gegnerische Stadion zu erobern und die gegnerischen Fans einschüchtern, dabei aber niemanden verletzen wollte.
In dem Prozess am Landgericht Osnabrück wurde Juri C. von der 10. Großen Strafkammer am 23. März 2012 wegen des vorsätzlichen Herbeiführens einer Sprengstoffexplosion in Tateinheit mit gefährlicher Körperverletzung (in 33 rechtlich zusammentretenden Fällen) zu einer Freiheitsstrafe von fünf Jahren verurteilt. Zusätzlich musste er an zehn Nebenkläger Schmerzensgeld in Höhe von 47.000 Euro zahlen sowie Schadensersatz leisten. Das Gericht war davon überzeugt, dass der Wurf aufgrund der Vorgeschichte unterstützt von Mitgliedern der offiziell aufgelösten Curva Monasteria von langer Hand geplant war und der Täter mit dem gezielten Wurfe in Richtung der Osnabrücker Fans die Gefährdung der Stadionbesucher mit möglicherweise lebensbedrohlichen Verletzungen billigend in Kauf genommen habe, um sich bei den Münsteraner Ultrafans hervorzutun. Bei der Ermessung des Urteils hielt die Kammer auch die Berücksichtigung generalpräventiver Umstände für zulässig und notwendig. Ein Revisionsantrag vor dem Bundesgerichtshof wurde im August 2012 zurückgezogen, womit das Urteil rechtskräftig wurde.
Im April 2013 wurde ein zum Tatzeitpunkt 15-Jähriger wegen Beihilfe zum vorsätzlichen Herbeiführen einer Sprengstoffexplosion in Tateinheit mit Beihilfe zur gefährlichen Körperverletzung und wegen unerlaubten Umgangs mit explosionsgefährlichen Stoffen verurteilt. Der Münsteraner hatte den Sprengkörper im Internet gekauft und vor dem Spiel dem Täter übergeben. Er erhielt eine zur Bewährung ausgesetzte zweijährige Jugendstrafe, des Weiteren wurden ihm ein vierwöchiger Dauerarrest (Warnschussarrest) und 200 Stunden gemeinnützige Arbeit auferlegt.
Darüber hinaus wurden beide Vereine für die Vorkommnisse während der Partie vom Deutschen Fußball-Bund bestraft: Der DFB-Kontrollausschuss belegte den SC Preußen Münster wegen „des unsportlichen Verhaltens seiner Anhänger mit einem Ausschluss seiner Anhänger für zwei Auswärtsspiele in der 3. Liga sowie mit einer Geldstrafe in Höhe von 7.000 Euro“. Der VfL Osnabrück wurde wegen des nicht ausreichenden Ordnungsdiensts mit einer Einzelgeldstrafe von 5.000 Euro belegt.